# کلومینورکس
کلومینورکس (انگلیسی: Clominorex) یک داروی مقلد سمپاتیک است که اثر خود را بر روی دستگاه عصبی مرکزی اِعمال می‌کند. این دارو مشابه آمینورکس و پمولین (Pemoline) است. این دارو در سال ۱۹۵۰ به عنوان یک ترکیب سرکوب‌کننده اشتها معرفی شد.